# Lista siturilor arheologice din județul Sibiu - S
Lista siturilor arheologice din județul Sibiu - S conține toate siturile arheologice din județul Sibiu înscrise în Repertoriul Arheologic Național (RAN) și aflate în localități al căror nume începe cu litera S. RAN este administrat de Ministerul Culturii și Patrimoniului Național și cuprinde date științifice, cartografice, topografice, imagini și planuri, precum și orice alte informații privitoare la zonele cu potențial arheologic, studiate sau nu, încă existente sau dispărute.
Puteți căuta un sit din localitățile care încep cu litera S folosind formularul de mai jos sau puteți naviga prin toate siturile din județ la Lista siturilor arheologice din județul Sibiu.
| Cod RAN                                    | Denumire | Localitate                                 | Adresă                                                           | Datare                                                                 | Descoperit           | Coordonate                                              | Imagine           | Erori            |
| ------------------------------------------ | --- | ------------------------------------------ | ---------------------------------------------------------------- | ---------------------------------------------------------------------- | -------------------- | ------------------------------------------------------- | ----------------- | ---------------- |
| 143469.01.01 (Cod LMI: SB-I-m-A-11925.03)  | Situl arheologic de la Sibiu - "Fântâna Rece" / ansamblu anonim (Categorie: locuire) (Tip: Așezare)                                                                               | municipiul Sibiu                           | Sever, punct Fântâna Rece                                        | geto-dacică sec. II a. Chr.                                            |                      |                                                         | Încărcați imagine | Raportați eroare |
| 143469.01.02 (Cod LMI: SB-I-m-A-11925.02)  | Situl arheologic de la Sibiu - "Fântâna Rece" / ansamblu anonim (Categorie: locuire) (Tip: Ateliere meșteșugărești)                                                               | municipiul Sibiu                           | Sever, punct Fântâna Rece                                        | sec. II - III                                                          |                      |                                                         | Încărcați imagine | Raportați eroare |
| 143469.01.03 (Cod LMI: SB-I-m-A-11925.01)  | Situl arheologic de la Sibiu - "Fântâna Rece" / ansamblu anonim (Categorie: locuire) (Tip: Necropolă de incinerație)                                                              | municipiul Sibiu                           | Sever, punct Fântâna Rece                                        | sec. VIII - X                                                          |                      |                                                         | Încărcați imagine | Raportați eroare |
| 143469.01.04 (Cod LMI: SB-I-s-A-11925)     | Situl arheologic de la Sibiu - "Fântâna Rece" / ansamblu anonim (Categorie: locuire) (Tip: Locuire)                                                                               | municipiul Sibiu                           | Sever, punct Fântâna Rece                                        |                                                                        |                      |                                                         | Încărcați imagine | Raportați eroare |
| 143469.02.01 (Cod LMI: SB-I-s-A-11926)     | Situl arheologic de la Sibiu - Gușterița / ansamblu Așezarea Cedonia (Categorie: locuire civilă) (Tip: Așezare)                                                                   | municipiul Sibiu                           | Gușterița                                                        | sec. II - III                                                          |                      |                                                         | Încărcați imagine | Raportați eroare |
| 143469.02.02 (Cod LMI: SB-I-s-A-11926)     | Situl arheologic de la Sibiu - Gușterița / ansamblu anonim (Categorie: locuire civilă) (Tip: neprecizat)                                                                          | municipiul Sibiu                           | Gușterița                                                        |                                                                        |                      |                                                         | Încărcați imagine | Raportați eroare |
| 143469.02.03 (Cod LMI: SB-I-s-A-11926)     | Situl arheologic de la Sibiu - Gușterița / ansamblu Depozitul Gușterița I (Categorie: locuire civilă) (Tip: Depozit)                                                              | municipiul Sibiu                           | Gușterița                                                        | Sângeorgiu de Pădure-Fizeșu Gherlii - Ha B2 sec. IX î.Hr.              |                      |                                                         | Încărcați imagine | Raportați eroare |
| 144107.01.01 (Cod LMI: SB-I-s-B-11990)     | Așezarea romană de la Săcădate / ansamblu anonim (Categorie: locuire civilă) (Tip: Așezare)                                                                                       | sat Săcădate, oraș Avrig                   |                                                                  | sec. II - III                                                          |                      |                                                         | Încărcați imagine | Raportați eroare |
| 145587.01 (Cod LMI: SB-I-s-B-11991)        | Cetatea medievală de la Sibiel - Vârful Zidului (Categorie: locuire civilă) (Tip: cetate)                                                                                         | localitate componentă Sibiel, oraș Săliște | Vârful Zidului                                                   | sec. XIII - XIV, sec. XVIII                                            |                      |                                                         | Încărcați imagine | Raportați eroare |
| 145587.01.01 (Cod LMI: SB-I-s-B-11991)     | Cetatea medievală de la Sibiel - Vârful Zidului / ansamblu Cetatea Sibielului (Categorie: locuire civilă) (Tip: Cetate)                                                           | localitate componentă Sibiel, oraș Săliște | Vârful Zidului                                                   | sec. XIII - XIV                                                        |                      |                                                         | Încărcați imagine | Raportați eroare |
| 145587.01.02 (Cod LMI: SB-I-s-B-11991)     | Cetatea medievală de la Sibiel - Vârful Zidului / ansamblu Schitul Sibiel (Categorie: locuire civilă) (Tip: Schit)                                                                | localitate componentă Sibiel, oraș Săliște | Vârful Zidului                                                   | sec. XVIII                                                             |                      |                                                         | Încărcați imagine | Raportați eroare |
| 145612.01.01 (Cod LMI: SB-I-s-B-11992)     | Așezarea Coțofeni de la Slimnic - "Cetățeaua" / ansamblu anonim (Categorie: locuire civilă) (Tip: Așezare)                                                                        | sat Slimnic, comuna Slimnic                | Cetățeaua                                                        | Coțofeni                                                               | preotul Alisie Pavel |                                                         | Încărcați imagine | Raportați eroare |
| 145612.02.01 (Cod LMI: SB-I-m-B-11994.01)  | Situl arheologic de la Slimnic - "Sarba-La Saivane" / ansamblu anonim (Categorie: locuire civilă) (Tip: Așezare)                                                                  | sat Slimnic, comuna Slimnic                | Sarba-La Saivane                                                 | sec. II - III                                                          |                      |                                                         | Încărcați imagine | Raportați eroare |
| 145612.02.02 (Cod LMI: SB-I-m-B-11994.02)  | Situl arheologic de la Slimnic - "Sarba-La Saivane" / ansamblu anonim (Categorie: locuire civilă) (Tip: Așezare)                                                                  | sat Slimnic, comuna Slimnic                | Sarba-La Saivane                                                 | I a.CH- I p.CH                                                         |                      |                                                         | Încărcați imagine | Raportați eroare |
| 145612.03.01 (Cod LMI: SB-I-m-B-11994.02)  | Situl arheologic de la Slimnic - "Șarba-Stempen" / ansamblu anonim (Categorie: locuire civilă) (Tip: Așezare)                                                                     | sat Slimnic, comuna Slimnic                | Șarba-Stempen                                                    | geto-dacică sec. I a.Chr. - I p.Chr.                                   |                      |                                                         | Încărcați imagine | Raportați eroare |
| 145612.03.02 (Cod LMI: SB-I-m-B-11994.01)  | Situl arheologic de la Slimnic - "Șarba-Stempen" / ansamblu anonim (Categorie: locuire civilă) (Tip: Așezare)                                                                     | sat Slimnic, comuna Slimnic                | Șarba-Stempen                                                    | sec. II - III                                                          |                      |                                                         | Încărcați imagine | Raportați eroare |
| 145612.03.03 (Cod LMI: SB-I-s-B-11994)     | Situl arheologic de la Slimnic - "Șarba-Stempen" / ansamblu anonim (Categorie: locuire civilă) (Tip: Așezare)                                                                     | sat Slimnic, comuna Slimnic                | Șarba-Stempen                                                    | Petrești neprecizată                                                   |                      |                                                         | Încărcați imagine | Raportați eroare |
| 145612.04.01 (Cod LMI: SB-I-s-B-11995)     | Așezarea romană de la Slimnic - "În Rusu" / ansamblu anonim (Categorie: locuire civilă) (Tip: Așezare)                                                                            | sat Slimnic, comuna Slimnic                | În Rusu                                                          | sec. II - III                                                          |                      |                                                         | Încărcați imagine | Raportați eroare |
| 145612.05.01 (Cod LMI: SB-I-m-B-11996.02)  | Situl arheologic de la Slimnic / ansamblu anonim (Categorie: locuire civilă) (Tip: Așezare)                                                                                       | sat Slimnic, comuna Slimnic                |                                                                  | sec. II - III                                                          |                      |                                                         | Încărcați imagine | Raportați eroare |
| 145612.05.02 (Cod LMI: SB-I-m-B-11996.01)  | Situl arheologic de la Slimnic / ansamblu anonim (Categorie: locuire civilă) (Tip: Așezare)                                                                                       | sat Slimnic, comuna Slimnic                |                                                                  | sec. IX - X                                                            |                      |                                                         | Încărcați imagine | Raportați eroare |
| 143940.01.01                               | Villa rustica de la Sângătin - Hulă / ansamblu anonim (Categorie: locuire civilă) (Tip: Villa rustica)                                                                            | sat Sângătin, comuna Apoldu de Jos         | Hulă                                                             | romană                                                                 |                      |                                                         | Încărcați imagine | Raportați eroare |
| 143469.03.01                               | Biserica Azilului din Sibiu / ansamblu anonim (Categorie: structură de cult/religioasă) (Tip: Biserică)                                                                           | municipiul Sibiu                           |                                                                  |                                                                        |                      |                                                         | Încărcați imagine | Raportați eroare |
| 143469.03.02                               | Biserica Azilului din Sibiu / ansamblu anonim (Categorie: structură de cult/religioasă) (Tip: necropola)                                                                          | municipiul Sibiu                           |                                                                  |                                                                        |                      |                                                         | Încărcați imagine | Raportați eroare |
| 143469.05.01                               | Situl arheologic de la Sibiu - Piața Huet / ansamblu anonim (Categorie: structură de cult/religioasă) (Tip: Capelă)                                                               | municipiul Sibiu                           | Piața Huet nr.17                                                 |                                                                        |                      |                                                         | Încărcați imagine | Raportați eroare |
| 143469.05.02                               | Situl arheologic de la Sibiu - Piața Huet / ansamblu anonim (Categorie: structură de cult/religioasă) (Tip: Locuire)                                                              | municipiul Sibiu                           | Piața Huet nr.17                                                 | Coțofeni                                                               |                      |                                                         | Încărcați imagine | Raportați eroare |
| 143469.04.01                               | Orașul medieval Sibiu / ansamblu anonim (Categorie: locuire civilă) (Tip: monumente)                                                                                              | municipiul Sibiu                           | Str. Vopsitorilor nr.13                                          | sec. XVI                                                               |                      |                                                         | Încărcați imagine | Raportați eroare |
| 143469.06.01                               | Ansamblul clădirilor medievale din Piața Mică (Circulus Parvus) de la Sibiu / ansamblu anonim (Categorie: locuire) (Tip: Ansamblu clădiri)                                        | municipiul Sibiu                           | Str. 9 mai, punct Piața Mică                                     | sec.XIII-XVI                                                           |                      |                                                         | Încărcați imagine | Raportați eroare |
| 143469.06.02                               | Ansamblul clădirilor medievale din Piața Mică (Circulus Parvus) de la Sibiu / ansamblu anonim (Categorie: locuire) (Tip: necropola)                                               | municipiul Sibiu                           | Str. 9 mai, punct Piața Mică                                     |                                                                        |                      |                                                         | Încărcați imagine | Raportați eroare |
| 143469.07.01 (Cod LMI: SB-II-m-A-12044)    | Ruinele clădirilor din str. Avram Iancu nr. 11 - Sibiu / ansamblu anonim (Categorie: construcție) (Tip: Clădire)                                                                  | municipiul Sibiu                           | str. Avram Iancu, nr.11                                          | sec. XIV-XV                                                            |                      |                                                         | Încărcați imagine | Raportați eroare |
| 143469.08.01                               | Locuința din Sibiu - Piața Mare / ansamblu anonim (Categorie: construcție) (Tip: Așezare)                                                                                         | municipiul Sibiu                           | Casa din Piața Mare, nr. 2-4, punct Casa din Piața Mare, nr. 2-4 |                                                                        | 2004                 |                                                         | Încărcați imagine | Raportați eroare |
| 143469.08.01                               | Locuința din Sibiu - Piața Mare / complex locuință (Categorie: construcție) (Tip: casă)                                                                                           | municipiul Sibiu                           | Casa din Piața Mare, nr. 2-4, punct Casa din Piața Mare, nr. 2-4 |                                                                        | 2004                 |                                                         | Încărcați imagine | Raportați eroare |
| 143469.08.02                               | Locuința din Sibiu - Piața Mare / ansamblu anonim (Categorie: construcție) (Tip: Așezare)                                                                                         | municipiul Sibiu                           | Casa din Piața Mare, nr. 2-4, punct Casa din Piața Mare, nr. 2-4 |                                                                        | 2004                 |                                                         | Încărcați imagine | Raportați eroare |
| 143469.09.01                               | Situl medieval de la Sibiu - "Piața Mică" / ansamblu anonim (Categorie: locuire) (Tip: Așezare)                                                                                   | municipiul Sibiu                           | Piața Mică                                                       | sec. X-XIII                                                            | 2004                 |                                                         | Încărcați imagine | Raportați eroare |
| 143469.54 (Cod LMI: SB-II-m-A-12010.03)    | Turnul Dulgherilor de la Sibiu / ansamblu anonim (Categorie: fortificație) | municipiul Sibiu                           | str. Cetății                                                     |                                                                        |                      | 45°47′56″N 24°09′06″E / 45.798768°N 24.151554°E         | Încărcați imagine | Raportați eroare |
| 143469.54.01 (Cod LMI: SB-II-m-A-12010.03) | Turnul Dulgherilor de la Sibiu / ansamblu anonim (Categorie: fortificație) (Tip: Turn)                                                                                            | municipiul Sibiu                           | str. Cetății                                                     | sec. XIV                                                               |                      | 45°47′56″N 24°09′06″E / 45.798768°N 24.151554°E         | Încărcați imagine | Raportați eroare |
| 143469.227                                 | Turn de apărare - Incinta a IV-a de la Sibiu / ansamblu anonim (Categorie: fortificație)                                                                                          | municipiul Sibiu                           | Aleea Filozofilor 1                                              |                                                                        |                      |                                                         | Încărcați imagine | Raportați eroare |
| 143469.227.01                              | Turn de apărare - Incinta a IV-a de la Sibiu / ansamblu anonim (Categorie: fortificație) (Tip: Turn)                                                                              | municipiul Sibiu                           | Aleea Filozofilor 1                                              |                                                                        |                      |                                                         | Încărcați imagine | Raportați eroare |
| 143469.53 (Cod LMI: SB-II-m-A-12010.03)    | Turn de apărare - Incinta III de la Sibiu / ansamblu anonim (Categorie: fortificație)                                                                                             | municipiul Sibiu                           | str. Avram Iancu 9                                               |                                                                        |                      | 45°47′56″N 24°09′06″E / 45.798768°N 24.151554°E         | Încărcați imagine | Raportați eroare |
| 143469.53.01 (Cod LMI: SB-II-m-A-12010.03) | Turn de apărare - Incinta III de la Sibiu / ansamblu anonim (Categorie: fortificație) (Tip: Turn)                                                                                 | municipiul Sibiu                           | str. Avram Iancu 9                                               |                                                                        |                      | 45°47′56″N 24°09′06″E / 45.798768°N 24.151554°E         | Încărcați imagine | Raportați eroare |
| 143469.51                                  | Turn de apărare - incinta III de la Sibiu / ansamblu anonim (Categorie: fortificație)                                                                                             | municipiul Sibiu                           | str. Avram Iancu 21                                              |                                                                        |                      |                                                         | Încărcați imagine | Raportați eroare |
| 143469.51.01                               | Turn de apărare - incinta III de la Sibiu / ansamblu anonim (Categorie: fortificație) (Tip: Turn)                                                                                 | municipiul Sibiu                           | str. Avram Iancu 21                                              |                                                                        |                      |                                                         | Încărcați imagine | Raportați eroare |
| 143469.49.01                               | Fosta Mănăstire a Ursulinelor de la Sibiu / ansamblu Fosta Mănăstire a Ursulinelor (Categorie: structură de cult/religioasă) (Tip: Mănăstire)                                     | municipiul Sibiu                           | str. Magheru Gheorghe, general 34 - 36                           | sec. XV; 1733 - 1772; 1891 - 1904                                      |                      |                                                         | Încărcați imagine | Raportați eroare |
| 143469.55.01                               | Fostul Seminar al Iezuiților de la Sibiu / ansamblu Fostul Seminar al Iezuiților (Categorie: construcție) (Tip: Ansamblu clădiri)                                                 | municipiul Sibiu                           | Piața Mică 3                                                     | 1726 - 1739, urme sec. XVI                                             |                      |                                                         | Încărcați imagine | Raportați eroare |
| 143469.56.01 (Cod LMI: SB-II-m-A-12093)    | Biserica "Sf. Treime", fostă biserică iezuită de la Sibiu / ansamblu Biserica "Sf. Treime", fostă biserică iezuită (Categorie: structură de cult/religioasă) (Tip: Biserică)      | municipiul Sibiu                           | Piața Mică 4                                                     | 1726 - 1733; 1738                                                      |                      | 45°46′57″N 24°08′48″E / 45.782489°N 24.146747°E         | Încărcați imagine | Raportați eroare |
| 143469.58                                  | Turn de apărare - Incinta II / ansamblu anonim (Categorie: fortificație) | municipiul Sibiu                           | Piața Aurarilor 5                                                |                                                                        |                      |                                                         | Încărcați imagine | Raportați eroare |
| 143469.58.01                               | Turn de apărare - Incinta II / ansamblu anonim (Categorie: fortificație) (Tip: Turn)                                                                                              | municipiul Sibiu                           | Piața Aurarilor 5                                                |                                                                        |                      |                                                         | Încărcați imagine | Raportați eroare |
| 143469.164 (Cod LMI: SB-II-m-A-12036)      | Casă de la Sibiu - str. Avram Iancu nr. 1 - 3 / ansamblu anonim (Categorie: construcție)                                                                                          | municipiul Sibiu                           | str. Avram Iancu 1 - 3                                           |                                                                        |                      | 45°47′40″N 24°08′57″E / 45.79445°N 24.14917°E           | Încărcați imagine | Raportați eroare |
| 143469.164.01 (Cod LMI: SB-II-m-A-12036)   | Casă de la Sibiu - str. Avram Iancu nr. 1 - 3 / ansamblu anonim (Categorie: construcție) (Tip: Așezare fortificată)                                                               | municipiul Sibiu                           | str. Avram Iancu 1 - 3                                           |                                                                        |                      | 45°47′40″N 24°08′57″E / 45.79445°N 24.14917°E           | Încărcați imagine | Raportați eroare |
| 143469.164.02 (Cod LMI: SB-II-m-A-12036)   | Casă de la Sibiu - str. Avram Iancu nr. 1 - 3 / ansamblu anonim (Categorie: construcție) (Tip: Așezare urbană)                                                                    | municipiul Sibiu                           | str. Avram Iancu 1 - 3                                           |                                                                        |                      | 45°47′40″N 24°08′57″E / 45.79445°N 24.14917°E           | Încărcați imagine | Raportați eroare |
| 143469.40                                  | Zidul de apărare - Incinta III de la Sibiu / ansamblu anonim (Categorie: fortificație)                                                                                            | municipiul Sibiu                           | str. Avram Iancu 7 - 11                                          |                                                                        |                      |                                                         | Încărcați imagine | Raportați eroare |
| 143469.40.01                               | Zidul de apărare - Incinta III de la Sibiu / ansamblu anonim (Categorie: fortificație) (Tip: Turn)                                                                                | municipiul Sibiu                           | str. Avram Iancu 7 - 11                                          |                                                                        |                      |                                                         | Încărcați imagine | Raportați eroare |
| 143469.25                                  | Turn de apărare - Incinta III de la Sibiu / ansamblu anonim (Categorie: fortificație)                                                                                             | municipiul Sibiu                           | str. Avram Iancu 19                                              |                                                                        |                      |                                                         | Încărcați imagine | Raportați eroare |
| 143469.25.01                               | Turn de apărare - Incinta III de la Sibiu / ansamblu anonim (Categorie: fortificație) (Tip: Turn)                                                                                 | municipiul Sibiu                           | str. Avram Iancu 19                                              |                                                                        |                      |                                                         | Încărcați imagine | Raportați eroare |
| 143469.24                                  | Zidul de apărare - Incinta III de la Sibiu / ansamblu anonim (Categorie: fortificație)                                                                                            | municipiul Sibiu                           | str. Avram Iancu 19 - 31                                         |                                                                        |                      |                                                         | Încărcați imagine | Raportați eroare |
| 143469.24.01                               | Zidul de apărare - Incinta III de la Sibiu / ansamblu anonim (Categorie: fortificație) (Tip: Zid de apărare)                                                                      | municipiul Sibiu                           | str. Avram Iancu 19 - 31                                         |                                                                        |                      |                                                         | Încărcați imagine | Raportați eroare |
| 143469.23                                  | Turn de apărare - Incinta III de la Sibiu / ansamblu anonim (Categorie: fortificație)                                                                                             | municipiul Sibiu                           | str. Avram Iancu 31                                              |                                                                        |                      |                                                         | Încărcați imagine | Raportați eroare |
| 143469.23.01                               | Turn de apărare - Incinta III de la Sibiu / ansamblu anonim (Categorie: fortificație) (Tip: Turn)                                                                                 | municipiul Sibiu                           | str. Avram Iancu 31                                              |                                                                        |                      |                                                         | Încărcați imagine | Raportați eroare |
| 143469.17                                  | Zidul de apărare - Incinta III de la Sibiu / ansamblu anonim (Categorie: fortificație)                                                                                            | municipiul Sibiu                           | str. Bastionului 2 - 8                                           |                                                                        |                      |                                                         | Încărcați imagine | Raportați eroare |
| 143469.17.01                               | Zidul de apărare - Incinta III de la Sibiu / ansamblu anonim (Categorie: fortificație) (Tip: Turn)                                                                                | municipiul Sibiu                           | str. Bastionului 2 - 8                                           |                                                                        |                      |                                                         | Încărcați imagine | Raportați eroare |
| 143469.27 (Cod LMI: SB-II-m-A-12010.05)    | Bastionul Mercenarilor de la Sibiu / ansamblu anonim (Categorie: fortificație) | municipiul Sibiu                           | str. Bastionului, punct Soldisch                                 |                                                                        |                      |                                                         | Încărcați imagine | Raportați eroare |
| 143469.27.01 (Cod LMI: SB-II-m-A-12010.05) | Bastionul Mercenarilor de la Sibiu / ansamblu anonim (Categorie: fortificație) (Tip: Bastion)                                                                                     | municipiul Sibiu                           | str. Bastionului, punct Soldisch                                 |                                                                        |                      |                                                         | Încărcați imagine | Raportați eroare |
| 143469.14 (Cod LMI: SB-II-m-A-12062)       | Casă de la Sibiu - str. N. Bălcescu nr. 40 / ansamblu anonim (Categorie: construcție)                                                                                             | municipiul Sibiu                           | str. Bălcescu Nicolae 40                                         |                                                                        |                      |                                                         | Încărcați imagine | Raportați eroare |
| 143469.14.01 (Cod LMI: SB-II-m-A-12062)    | Casă de la Sibiu - str. N. Bălcescu nr. 40 / ansamblu anonim (Categorie: construcție) (Tip: Casă)                                                                                 | municipiul Sibiu                           | str. Bălcescu Nicolae 40                                         | sec. XVI-XVIII                                                         |                      |                                                         | Încărcați imagine | Raportați eroare |
| 143469.13 (Cod LMI: SB-II-m-B-12063)       | Casă de la Sibiu - str. N. Bălcescu nr. 42 / ansamblu anonim (Categorie: construcție)                                                                                             | municipiul Sibiu                           | str. Bălcescu Nicolae 42                                         |                                                                        |                      |                                                         | Încărcați imagine | Raportați eroare |
| 143469.13.01 (Cod LMI: SB-II-m-B-12063)    | Casă de la Sibiu - str. N. Bălcescu nr. 42 / ansamblu anonim (Categorie: construcție) (Tip: Casă)                                                                                 | municipiul Sibiu                           | str. Bălcescu Nicolae 42                                         | sec. XVII-XVIII                                                        |                      |                                                         | Încărcați imagine | Raportați eroare |
| 143469.38                                  | Zid de apărare de la Sibiu / ansamblu anonim (Categorie: fortificație) | municipiul Sibiu                           | str. Centumvirilor                                               |                                                                        |                      |                                                         | Încărcați imagine | Raportați eroare |
| 143469.38.01                               | Zid de apărare de la Sibiu / ansamblu anonim (Categorie: fortificație) (Tip: Zid de apărare)                                                                                      | municipiul Sibiu                           | str. Centumvirilor                                               |                                                                        |                      |                                                         | Încărcați imagine | Raportați eroare |
| 143469.21                                  | Zid de apărare de la Sibiu / ansamblu anonim (Categorie: fortificație) | municipiul Sibiu                           | str. Cetății                                                     |                                                                        |                      |                                                         | Încărcați imagine | Raportați eroare |
| 143469.21.01                               | Zid de apărare de la Sibiu / ansamblu anonim (Categorie: fortificație) (Tip: Zid de apărare)                                                                                      | municipiul Sibiu                           | str. Cetății                                                     |                                                                        |                      |                                                         | Încărcați imagine | Raportați eroare |
| 143469.37 (Cod LMI: SB-II-m-A-12010.03)    | Turnul Archebuzierilor de la Sibiu / ansamblu anonim (Categorie: fortificație) | municipiul Sibiu                           | str. Cetății                                                     |                                                                        |                      | 45°47′56″N 24°09′06″E / 45.798768°N 24.151554°E         | Încărcați imagine | Raportați eroare |
| 143469.37.01 (Cod LMI: SB-II-m-A-12010.03) | Turnul Archebuzierilor de la Sibiu / ansamblu anonim (Categorie: fortificație) (Tip: tum)                                                                                         | municipiul Sibiu                           | str. Cetății                                                     | sec.XIV                                                                |                      | 45°47′56″N 24°09′06″E / 45.798768°N 24.151554°E         | Încărcați imagine | Raportați eroare |
| 143469.36 (Cod LMI: SB-II-m-A-12010.03)    | Turnul Olarilor de la Sibiu / ansamblu anonim (Categorie: fortificație) | municipiul Sibiu                           | str. Cetății                                                     |                                                                        |                      | 45°47′56″N 24°09′06″E / 45.798768°N 24.151554°E         | Încărcați imagine | Raportați eroare |
| 143469.36.01 (Cod LMI: SB-II-m-A-12010.03) | Turnul Olarilor de la Sibiu / ansamblu anonim (Categorie: fortificație) (Tip: tum)                                                                                                | municipiul Sibiu                           | str. Cetății                                                     |                                                                        |                      | 45°47′56″N 24°09′06″E / 45.798768°N 24.151554°E         | Încărcați imagine | Raportați eroare |
| 143469.42 (Cod LMI: SB-II-m-B-12070)       | Turnul Gros de la Sibiu / ansamblu anonim (Categorie: fortificație) | municipiul Sibiu                           | str. Cetății 5                                                   |                                                                        |                      | 45°47′39″N 24°09′16″E / 45.7941388889°N 24.1543611111°E | Încărcați imagine | Raportați eroare |
| 143469.42.01 (Cod LMI: SB-II-m-B-12070)    | Turnul Gros de la Sibiu / ansamblu anonim (Categorie: fortificație) (Tip: Turn)                                                                                                   | municipiul Sibiu                           | str. Cetății 5                                                   |                                                                        |                      | 45°47′39″N 24°09′16″E / 45.7941388889°N 24.1543611111°E | Încărcați imagine | Raportați eroare |
| 143469.48.01 (Cod LMI: SB-II-m-A-12134)    | Casa Altemberger-Pempflinger de la Sibiu / ansamblu anonim (Categorie: construcție) (Tip: Casă)                                                                                   | municipiul Sibiu                           | str. Mitropoliei 2                                               | ante 1470; 1475-1491; post 1545; sec. XVIII; sec. XIX - încep. sec. XX |                      |                                                         | Încărcați imagine | Raportați eroare |
| 143469.46 (Cod LMI: SB-II-m-A-12010.04)    | Turnul Fierarilor - Incinta IV de la Sibiu / ansamblu anonim (Categorie: fortificație)                                                                                            | municipiul Sibiu                           | str. Ocnei 33                                                    |                                                                        |                      |                                                         | Încărcați imagine | Raportați eroare |
| 143469.46.01 (Cod LMI: SB-II-m-A-12010.04) | Turnul Fierarilor - Incinta IV de la Sibiu / ansamblu anonim (Categorie: fortificație) (Tip: Turn)                                                                                | municipiul Sibiu                           | str. Ocnei 33                                                    |                                                                        |                      |                                                         | Încărcați imagine | Raportați eroare |
| 143469.45.01                               | Biserica "Buna Vestire" - din Groapă de la Sibiu / ansamblu Biserica "Buna Vestire" - din Groapă (Categorie: structură de cult/religioasă) (Tip: Biserică)                        | municipiul Sibiu                           | str. Justiției 5                                                 | 1778 - 1789; după 1802                                                 |                      |                                                         | Încărcați imagine | Raportați eroare |
| 143469.45.01                               | Biserica "Buna Vestire" - din Groapă de la Sibiu / ansamblu Biserica "Buna Vestire" - din Groapă / complex anonim (Categorie: structură de cult/religioasă) (Tip: casă parohială) | municipiul Sibiu                           | str. Justiției 5                                                 | sf sec. XVIII                                                          |                      |                                                         | Încărcați imagine | Raportați eroare |
| 143469.45.02                               | Biserica "Buna Vestire" - din Groapă de la Sibiu / ansamblu anonim (Categorie: structură de cult/religioasă) (Tip: Cimitir)                                                       | municipiul Sibiu                           | str. Justiției 5                                                 | sf. sec. XVIII                                                         |                      |                                                         | Încărcați imagine | Raportați eroare |
| 143469.44                                  | Zid de apărare de la Sibiu / ansamblu anonim (Categorie: fortificație) | municipiul Sibiu                           | str. Barițiu Gh. și str. I. Lupaș                                |                                                                        |                      |                                                         | Încărcați imagine | Raportați eroare |
| 143469.44.01                               | Zid de apărare de la Sibiu / ansamblu anonim (Categorie: fortificație) (Tip: Zid de apărare)                                                                                      | municipiul Sibiu                           | str. Barițiu Gh. și str. I. Lupaș                                |                                                                        |                      |                                                         | Încărcați imagine | Raportați eroare |
| 143469.33                                  | Zid de apărare de la Sibiu / ansamblu anonim (Categorie: fortificație) | municipiul Sibiu                           | str. Manejului                                                   |                                                                        |                      |                                                         | Încărcați imagine | Raportați eroare |
| 143469.33.01                               | Zid de apărare de la Sibiu / ansamblu anonim (Categorie: fortificație) (Tip: Zid de apărare)                                                                                      | municipiul Sibiu                           | str. Manejului                                                   |                                                                        |                      |                                                         | Încărcați imagine | Raportați eroare |
| 143469.31.01 (Cod LMI: SB-II-m-A-12137)    | Biserica de la Sibiu - str. Mitropoliei nr. 9 / ansamblu anonim (Categorie: structură de cult/religioasă) (Tip: Biserică)                                                         | municipiul Sibiu                           | str. Mitropoliei 9                                               | 1786                                                                   |                      |                                                         | Încărcați imagine | Raportați eroare |
| 143469.30.01                               | Mitropolia Ardealului - Arhiepiscopia Ortodoxă de la Sibiu / ansamblu Mitropolia Ardealului - Arhiepiscopia Ortodoxă (Categorie: structură de cult/religioasă) (Tip: Mitropolie)  | municipiul Sibiu                           | str. 20 , 22, 24                                                 | sf. sec. XVIII - înc. sec. XIX                                         |                      |                                                         | Încărcați imagine | Raportați eroare |
| 143469.35                                  | Turn al Porții de la Sibiu / ansamblu anonim (Categorie: fortificație) | municipiul Sibiu                           | str. Odobescu 1                                                  |                                                                        |                      |                                                         | Încărcați imagine | Raportați eroare |
| 143469.35.01                               | Turn al Porții de la Sibiu / ansamblu anonim (Categorie: fortificație) (Tip: Turn)                                                                                                | municipiul Sibiu                           | str. Odobescu 1                                                  |                                                                        |                      |                                                         | Încărcați imagine | Raportați eroare |
| 143469.72                                  | Zidul de apărare - Incinta III de la Sibiu / ansamblu anonim (Categorie: fortificație)                                                                                            | municipiul Sibiu                           | str. Odobescu                                                    |                                                                        |                      |                                                         | Încărcați imagine | Raportați eroare |
| 143469.72.01                               | Zidul de apărare - Incinta III de la Sibiu / ansamblu anonim (Categorie: fortificație) (Tip: Zid de apărare)                                                                      | municipiul Sibiu                           | str. Odobescu                                                    |                                                                        |                      |                                                         | Încărcați imagine | Raportați eroare |
| 143469.68                                  | Zidul de apărare cu arcuri butante de la Sibiu / ansamblu anonim (Categorie: fortificație)                                                                                        | municipiul Sibiu                           | Pasajul Scărilor                                                 |                                                                        |                      |                                                         | Încărcați imagine | Raportați eroare |
| 143469.68.01                               | Zidul de apărare cu arcuri butante de la Sibiu / ansamblu anonim (Categorie: fortificație) (Tip: Zid de apărare)                                                                  | municipiul Sibiu                           | Pasajul Scărilor                                                 |                                                                        |                      |                                                         | Încărcați imagine | Raportați eroare |
| 143469.70                                  | Zid de apărare de la Sibiu / ansamblu anonim (Categorie: fortificație) | municipiul Sibiu                           | Piața Huet                                                       |                                                                        |                      |                                                         | Încărcați imagine | Raportați eroare |
| 143469.70.01                               | Zid de apărare de la Sibiu / ansamblu anonim (Categorie: fortificație) (Tip: Zid de apărare)                                                                                      | municipiul Sibiu                           | Piața Huet                                                       |                                                                        |                      |                                                         | Încărcați imagine | Raportați eroare |
| 143469.69                                  | Zid de apărare de la Sibiu / ansamblu anonim (Categorie: fortificație) | municipiul Sibiu                           | Piața Huet 1                                                     |                                                                        |                      |                                                         | Încărcați imagine | Raportați eroare |
| 143469.69.01                               | Zid de apărare de la Sibiu / ansamblu anonim (Categorie: fortificație) (Tip: Zid de apărare)                                                                                      | municipiul Sibiu                           | Piața Huet 1                                                     |                                                                        |                      |                                                         | Încărcați imagine | Raportați eroare |
| 143469.87 (Cod LMI: SB-II-m-A-12010.01)    | Turnul Scărilor de la Sibiu / ansamblu anonim (Categorie: fortificație) | municipiul Sibiu                           | Piața Huet 3                                                     |                                                                        |                      |                                                         | Încărcați imagine | Raportați eroare |
| 143469.87.01 (Cod LMI: SB-II-m-A-12010.01) | Turnul Scărilor de la Sibiu / ansamblu anonim (Categorie: fortificație) (Tip: Turn)                                                                                               | municipiul Sibiu                           | Piața Huet 3                                                     |                                                                        |                      |                                                         | Încărcați imagine | Raportați eroare |
| 143469.86.01 (Cod LMI: SB-II-m-A-12082)    | Liceul Brukenthal de la Sibiu / ansamblu Liceul "Brukenthal" (Categorie: construcție) (Tip: Ansamblu clădiri)                                                                     | municipiul Sibiu                           | Piața Huet 5                                                     | 1778 - 1786; înglobează resturi sec. XIV-XV                            |                      |                                                         | Încărcați imagine | Raportați eroare |
| 143469.57 (Cod LMI: SB-II-m-A-12084)       | Casă de la Sibiu - Piața Huet nr. 17 / ansamblu anonim (Categorie: construcție)                                                                                                   | municipiul Sibiu                           | Piața Huet 17                                                    |                                                                        |                      |                                                         | Încărcați imagine | Raportați eroare |
| 143469.57.01 (Cod LMI: SB-II-m-A-12084)    | Casă de la Sibiu - Piața Huet nr. 17 / ansamblu anonim (Categorie: construcție) (Tip: Casă)                                                                                       | municipiul Sibiu                           | Piața Huet 17                                                    |                                                                        |                      |                                                         | Încărcați imagine | Raportați eroare |
| 143469.89.01 (Cod LMI: SB-II-m-A-12094)    | Palatul Brukenthal de la Sibiu / ansamblu Palatul Brukenthal (Categorie: construcție) (Tip: Palat)                                                                                | municipiul Sibiu                           | Piața Mică 5                                                     | 1778 - 1788                                                            |                      | 45°47′41″N 24°09′15″E / 45.7946666667°N 24.1541944444°E | Încărcați imagine | Raportați eroare |
| 143469.85 (Cod LMI: SB-II-m-A-12010.02)    | Turnul Sfatului de la Sibiu / ansamblu anonim (Categorie: fortificație) | municipiul Sibiu                           | Piața Mică 1                                                     |                                                                        |                      | 45°47′52″N 24°09′07″E / 45.7977777778°N 24.1519444444°E | Încărcați imagine | Raportați eroare |
| 143469.85.01 (Cod LMI: SB-II-m-A-12010.02) | Turnul Sfatului de la Sibiu / ansamblu anonim (Categorie: fortificație) (Tip: Turn)                                                                                               | municipiul Sibiu                           | Piața Mică 1                                                     | sec. XIV-XVIII                                                         |                      | 45°47′52″N 24°09′07″E / 45.7977777778°N 24.1519444444°E | Încărcați imagine | Raportați eroare |
| 143469.60                                  | Turn de apărare - Incinta II de la Sibiu / ansamblu anonim (Categorie: fortificație)                                                                                              | municipiul Sibiu                           | Piața Mică 23                                                    |                                                                        |                      |                                                         | Încărcați imagine | Raportați eroare |
| 143469.60.01                               | Turn de apărare - Incinta II de la Sibiu / ansamblu anonim (Categorie: fortificație) (Tip: Turn)                                                                                  | municipiul Sibiu                           | Piața Mică 23                                                    |                                                                        |                      |                                                         | Încărcați imagine | Raportați eroare |
| 143469.78                                  | Piața Aurarilor de la Sibiu / ansamblu anonim (Categorie: fortificație) | municipiul Sibiu                           |                                                                  |                                                                        |                      |                                                         | Încărcați imagine | Raportați eroare |
| 143469.78.01                               | Piața Aurarilor de la Sibiu / ansamblu anonim (Categorie: fortificație) (Tip: Așezare)                                                                                            | municipiul Sibiu                           |                                                                  |                                                                        |                      |                                                         | Încărcați imagine | Raportați eroare |
| 143469.78.02                               | Piața Aurarilor de la Sibiu / ansamblu Turnul Aurarilor (Categorie: fortificație) (Tip: Fortificație)                                                                             | municipiul Sibiu                           |                                                                  |                                                                        |                      |                                                         | Încărcați imagine | Raportați eroare |
| 143469.62 (Cod LMI: SB-II-m-A-12010.04)    | Turnul Pielarilor de la Sibiu / ansamblu anonim (Categorie: fortificație) | municipiul Sibiu                           | str. Pulberăriei                                                 |                                                                        |                      |                                                         | Încărcați imagine | Raportați eroare |
| 143469.62.01 (Cod LMI: SB-II-m-A-12010.04) | Turnul Pielarilor de la Sibiu / ansamblu anonim (Categorie: fortificație) (Tip: Turn)                                                                                             | municipiul Sibiu                           | str. Pulberăriei                                                 | sec. XIV                                                               |                      |                                                         | Încărcați imagine | Raportați eroare |
| 143469.61.01                               | Biserica "Sf. Petru și Pavel" de la Sibiu / ansamblu Biserica "Sf. Petru și Pavel" (Categorie: structură de cult/religioasă) (Tip: Biserică)                                      | municipiul Sibiu                           | str. Reconstrucției 17                                           | 1778 - 1788                                                            |                      |                                                         | Încărcați imagine | Raportați eroare |
| 143469.61.02                               | Biserica "Sf. Petru și Pavel" de la Sibiu / ansamblu anonim (Categorie: structură de cult/religioasă) (Tip: Cimitir)                                                              | municipiul Sibiu                           | str. Reconstrucției 17                                           | 1778 - 1788                                                            |                      |                                                         | Încărcați imagine | Raportați eroare |
| 143469.76 (Cod LMI: SB-II-m-A-12010.05)    | Bastionul Haller de la Sibiu / ansamblu anonim (Categorie: fortificație) | municipiul Sibiu                           | Bd. Coposu Corneliu                                              |                                                                        |                      |                                                         | Încărcați imagine | Raportați eroare |
| 143469.76.01 (Cod LMI: SB-II-m-A-12010.05) | Bastionul Haller de la Sibiu / ansamblu anonim (Categorie: fortificație) (Tip: Turn)                                                                                              | municipiul Sibiu                           | Bd. Coposu Corneliu                                              | sec. XVI-XVII                                                          |                      |                                                         | Încărcați imagine | Raportați eroare |
| 143469.65                                  | Zid exterior de apărare de la Sibiu / ansamblu anonim (Categorie: fortificație)                                                                                                   | municipiul Sibiu                           | Bd. Coposu Corneliu                                              |                                                                        |                      |                                                         | Încărcați imagine | Raportați eroare |
| 143469.65.01                               | Zid exterior de apărare de la Sibiu / ansamblu anonim (Categorie: fortificație) (Tip: Zid de apărare)                                                                             | municipiul Sibiu                           | Bd. Coposu Corneliu                                              |                                                                        |                      |                                                         | Încărcați imagine | Raportați eroare |
| 143469.66.01 (Cod LMI: SB-II-a-A-12175)    | Mănăstire medievală din Sibiu / ansamblu anonim (Categorie: structură de cult/religioasă) (Tip: Mănăstire)                                                                        | municipiul Sibiu                           | str. Șelarilor 12 - 14, punct str. Șelarilor 12 - 14             | sec. XV; 1716                                                          |                      |                                                         | Încărcați imagine | Raportați eroare |
| 143469.66.02 (Cod LMI: SB-II-a-A-12175)    | Mănăstire medievală din Sibiu / ansamblu Biserica "Sf. Francisc" (Categorie: structură de cult/religioasă) (Tip: Biserică)                                                        | municipiul Sibiu                           | str. Șelarilor 12 - 14, punct str. Șelarilor 12 - 14             | 1425 - 1450; 1716; 1776                                                |                      |                                                         | Încărcați imagine | Raportați eroare |
| 143469.90.01 (Cod LMI: SB-II-m-B-12088)    | Biserica "Sf. Luca" de la Sibiu / ansamblu Biserica "Sf. Luca" (Categorie: structură de cult/religioasă) (Tip: Biserică)                                                          | municipiul Sibiu                           | str. Lungă 25                                                    | 1791                                                                   |                      |                                                         | Încărcați imagine | Raportați eroare |
| 143469.32.01                               | Biserica de la Sibiu - str. Maior Octavian Niță nr. 36 / ansamblu Biserica fortificată (Categorie: structură de cult/religioasă) (Tip: Biserică)                                  | municipiul Sibiu                           | str. Niță Octavian Maior 36                                      | înc. sec. XIII; fortificată sec. XVI                                   |                      |                                                         | Încărcați imagine | Raportați eroare |
| 143469.32.02                               | Biserica de la Sibiu - str. Maior Octavian Niță nr. 36 / ansamblu anonim (Categorie: structură de cult/religioasă) (Tip: Cetate sătească)                                         | municipiul Sibiu                           | str. Niță Octavian Maior 36                                      | sec. XV                                                                |                      |                                                         | Încărcați imagine | Raportați eroare |
| 145480.02.01 (Cod LMI: SB-II-m-A-12531.01) | Biserica "Adormirea Maicii Domnului" de la Sadu / ansamblu Biserica "Adormirea Maicii Domnului" (Categorie: structură de cult/religioasă) (Tip: Biserică)                         | sat Sadu, comuna Sadu                      | str. Principală 486                                              | sec. al XVIII-lea                                                      |                      |                                                         | Încărcați imagine | Raportați eroare |
| 145480.02.02 (Cod LMI: SB-II-a-A-12531)    | Biserica "Adormirea Maicii Domnului" de la Sadu / ansamblu Cimitirul vechi din incinta bisericii (Categorie: structură de cult/religioasă) (Tip: Cimitir)                         | sat Sadu, comuna Sadu                      | str. Principală 486                                              | sec. al XVIII-lea                                                      |                      |                                                         | Încărcați imagine | Raportați eroare |
| 145480.02.03 (Cod LMI: SB-II-m-A-12531.02) | Biserica "Adormirea Maicii Domnului" de la Sadu / ansamblu anonim (Categorie: structură de cult/religioasă) (Tip: Poartă de incintă)                                              | sat Sadu, comuna Sadu                      | str. Principală 486                                              | sec. al XVIII-lea                                                      |                      |                                                         | Încărcați imagine | Raportați eroare |
| 144107.02.01 (Cod LMI: SB-II-m-A-12534)    | Biserica luterană de la Săcădate / ansamblu anonim (Categorie: structură de cult/religioasă) (Tip: Biserică)                                                                      | sat Săcădate, oraș Avrig                   | str. Bisericii 389                                               | mijl. sec. XIII; transf. sec. XVI                                      |                      |                                                         | Încărcați imagine | Raportați eroare |
| 145505.02.01 (Cod LMI: SB-II-m-A-12539)    | Biserica "Înălțarea Domnului" din Săliște / ansamblu anonim (Categorie: structură de cult/religioasă) (Tip: Biserică)                                                             | oraș Săliște                               | str. Școlii 1260                                                 | sec. al XVIII-lea                                                      |                      | 46°03′57″N 23°34′21″E / 46.065965°N 23.57254°E          | Încărcați imagine | Raportați eroare |
| 145505.01.01 (Cod LMI: SB-II-m-A-12538)    | Biserica "Nașterea Sf. Ioan Botezătorul" din Grui / ansamblu anonim (Categorie: structură de cult/religioasă) (Tip: Biserică)                                                     | oraș Săliște                               | str. Grui 608                                                    | sec. al XVIII-lea                                                      |                      |                                                         | Încărcați imagine | Raportați eroare |
| 145505.01.02 (Cod LMI: SB-II-m-A-12538)    | Biserica "Nașterea Sf. Ioan Botezătorul" din Grui / ansamblu anonim (Categorie: structură de cult/religioasă) (Tip: Turn)                                                         | oraș Săliște                               | str. Grui 608                                                    | sec. al XIX-lea                                                        |                      |                                                         | Încărcați imagine | Raportați eroare |
| 145505.01.03 (Cod LMI: SB-II-m-A-12538)    | Biserica "Nașterea Sf. Ioan Botezătorul" din Grui / ansamblu anonim (Categorie: structură de cult/religioasă) (Tip: biserică)                                                     | oraș Săliște                               | str. Grui 608                                                    | sec.XIV-XVI                                                            |                      |                                                         | Încărcați imagine | Raportați eroare |
| 145373.01.01 (Cod LMI: SB-II-m-B-12544)    | Biserica "Sfinții Apostoli Petru și Pavel" de la Sebeșu de Sus / ansamblu anonim (Categorie: structură de cult/religioasă) (Tip: Biserică)                                        | sat Sebeșu de Sus, comuna Racovița         | str. Bisericii 275                                               | sec. al XVIII-lea                                                      |                      |                                                         | Încărcați imagine | Raportați eroare |
| 145587.03.01 (Cod LMI: SB-II-m-A-12551)    | Biserica "Sf. Treime" din Sibiel / ansamblu Biserica "Sf. Treime" (Categorie: structură de cult/religioasă) (Tip: Biserică)                                                       | localitate componentă Sibiel, oraș Săliște | str. Principală 329 - 330                                        | sec. al XVIII-lea                                                      |                      |                                                         | Încărcați imagine | Raportați eroare |
| 145587.03.02 (Cod LMI: SB-II-m-A-12551)    | Biserica "Sf. Treime" din Sibiel / ansamblu anonim (Categorie: structură de cult/religioasă) (Tip: Turn clopotniță)                                                               | localitate componentă Sibiel, oraș Săliște | str. Principală 329 - 330                                        | sec. al XVIII-lea                                                      |                      |                                                         | Încărcați imagine | Raportați eroare |
| 145587.02.01 (Cod LMI: SB-II-m-B-12547)    | Casa de lemn de la Sibiel / ansamblu anonim (Categorie: construcție) (Tip: Casă de lemn)                                                                                          | localitate componentă Sibiel, oraș Săliște | 31                                                               | sf. sec. XVIII                                                         |                      |                                                         | Încărcați imagine | Raportați eroare |
| 145612.07.01 (Cod LMI: SB-II-m-A-12553)    | Biserica fostă "Sf. Bartolomeu" / ansamblu anonim (Categorie: structură de cult/religioasă) (Tip: Biserică)                                                                       | sat Slimnic, comuna Slimnic                | 17                                                               | sec. al XIV-lea                                                        |                      |                                                         | Încărcați imagine | Raportați eroare |
| 145612.06.01 (Cod LMI: SB-II-m-A-12552)    | Ruinele cetății Slimnicului (Stolzemburg) / ansamblu anonim (Categorie: locuire) (Tip: Cetate sătească)                                                                           | sat Slimnic, comuna Slimnic                |                                                                  | sec. al XIV-lea                                                        |                      | 45°55′10″N 24°09′42″E / 45.9194444444°N 24.1616666667°E | Încărcați imagine | Raportați eroare |
| 144704.01.01 (Cod LMI: SB-II-a-A-12555)    | Ansamblul bisericii evanghelice fortificate de la Stejărișu / ansamblu Fragmente Cetatea sătească (Categorie: locuire) (Tip: Cetate sătească)                                     | sat Stejărișu, comuna Iacobeni             | 196                                                              | sf. sec. XV - înc. sec. XVI; adaosuri 1860                             |                      | 46°02′18″N 24°40′33″E / 46.0383333333°N 24.6758333333°E | Încărcați imagine | Raportați eroare |
| 144704.01.02 (Cod LMI: SB-II-a-A-12555)    | Ansamblul bisericii evanghelice fortificate de la Stejărișu / ansamblu Ruinele bisericii fortificată (Categorie: locuire) (Tip: Biserică)                                         | sat Stejărișu, comuna Iacobeni             | 196                                                              | sec. XIV; fortificată XVI; s-a adăugat cor 1861                        |                      | 46°02′18″N 24°40′33″E / 46.0383333333°N 24.6758333333°E | Încărcați imagine | Raportați eroare |
| 143469.215.01                              | Situl arheologic de la Sibiu - Piața 1 Decembrie 1918 / ansamblu anonim (Categorie: locuire civilă) (Tip: așezare urbană)                                                         | municipiul Sibiu                           | Piața 1 Decembrie 1918                                           |                                                                        |                      | 45°47′40″N 24°08′57″E / 45.79445°N 24.14917°E           | Încărcați imagine | Raportați eroare |
| 143469.215.02                              | Situl arheologic de la Sibiu - Piața 1 Decembrie 1918 / ansamblu anonim (Categorie: locuire civilă) (Tip: așezare urbană)                                                         | municipiul Sibiu                           | Piața 1 Decembrie 1918                                           |                                                                        |                      | 45°47′40″N 24°08′57″E / 45.79445°N 24.14917°E           | Încărcați imagine | Raportați eroare |
| 143469.215.03                              | Situl arheologic de la Sibiu - Piața 1 Decembrie 1918 / ansamblu anonim (Categorie: locuire civilă) (Tip: atelier de piepteni)                                                    | municipiul Sibiu                           | Piața 1 Decembrie 1918                                           |                                                                        |                      | 45°47′40″N 24°08′57″E / 45.79445°N 24.14917°E           | Încărcați imagine | Raportați eroare |
| 143469.215.04                              | Situl arheologic de la Sibiu - Piața 1 Decembrie 1918 / ansamblu Mănăstirea Ordinului Dominican (Categorie: locuire civilă) (Tip: Mănăstire)                                      | municipiul Sibiu                           | Piața 1 Decembrie 1918                                           |                                                                        |                      | 45°47′40″N 24°08′57″E / 45.79445°N 24.14917°E           | Încărcați imagine | Raportați eroare |
| 143469.215.05                              | Situl arheologic de la Sibiu - Piața 1 Decembrie 1918 / ansamblu Turnul Porții Elisabeta (Categorie: locuire civilă) (Tip: Fortificație)                                          | municipiul Sibiu                           | Piața 1 Decembrie 1918                                           |                                                                        |                      | 45°47′40″N 24°08′57″E / 45.79445°N 24.14917°E           | Încărcați imagine | Raportați eroare |
| 143469.219.01                              | Centrul istoric Sibiu - Piața Mică - Turnul bisericii catolice / ansamblu anonim (Categorie: locuire civilă) (Tip: Cetate)                                                        | municipiul Sibiu                           | Turnul bisericii catolice                                        |                                                                        |                      | 45°47′40″N 24°08′57″E / 45.79445°N 24.14917°E           | Încărcați imagine | Raportați eroare |
| 143469.219.02                              | Centrul istoric Sibiu - Piața Mică - Turnul bisericii catolice / ansamblu anonim (Categorie: locuire civilă) (Tip: Așezare fortificată)                                           | municipiul Sibiu                           | Turnul bisericii catolice                                        |                                                                        |                      | 45°47′40″N 24°08′57″E / 45.79445°N 24.14917°E           | Încărcați imagine | Raportați eroare |
| 143469.219.03                              | Centrul istoric Sibiu - Piața Mică - Turnul bisericii catolice / ansamblu Colegiul iezuit (Categorie: locuire civilă) (Tip: Construcție)                                          | municipiul Sibiu                           | Turnul bisericii catolice                                        |                                                                        |                      | 45°47′40″N 24°08′57″E / 45.79445°N 24.14917°E           | Încărcați imagine | Raportați eroare |
| 143469.220.01 (Cod LMI: SB-II-m-A-12079)   | Centrul istoric Sibiu - Piața Huet, Biserica evanghelică / ansamblu anonim (Categorie: descoperire funerară) (Tip: Biserică evanghelică)                                          | municipiul Sibiu                           | piața Huet, punct Biserica evanghelică                           |                                                                        |                      | 45°47′40″N 24°08′57″E / 45.79445°N 24.14917°E           | Încărcați imagine | Raportați eroare |
| 143469.220.02 (Cod LMI: SB-II-m-A-12079)   | Centrul istoric Sibiu - Piața Huet, Biserica evanghelică / ansamblu anonim (Categorie: descoperire funerară) (Tip: Necropolă)                                                     | municipiul Sibiu                           | piața Huet, punct Biserica evanghelică                           |                                                                        |                      | 45°47′40″N 24°08′57″E / 45.79445°N 24.14917°E           | Încărcați imagine | Raportați eroare |
| 145480.01.01                               | Cetatea medievală de la Sadu / ansamblu anonim (Categorie: fortificație) (Tip: Cetate)                                                                                            | sat Sadu, comuna Sadu                      |                                                                  | sec. XIII-XV                                                           |                      |                                                         | Încărcați imagine | Raportați eroare |
| 143469.11.01                               | Centrul istoric din Sibiu - str. Avram Iancu, nr. 1-3 / ansamblu anonim (Categorie: locuire civilă) (Tip: Așezare)                                                                | municipiul Sibiu                           | str. Avram Iancu nr. 1-3, punct str. Avram Iancu, nr. 1-3        |                                                                        |                      |                                                         | Încărcați imagine | Raportați eroare |
| 143469.11.02                               | Centrul istoric din Sibiu - str. Avram Iancu, nr. 1-3 / ansamblu anonim (Categorie: locuire civilă) (Tip: Așezare)                                                                | municipiul Sibiu                           | str. Avram Iancu nr. 1-3, punct str. Avram Iancu, nr. 1-3        | sec. XIX-XX                                                            |                      |                                                         | Încărcați imagine | Raportați eroare |
| 143469.12.01 (Cod LMI: SB-II-m-A-12092)    | Casa parohială romano-catolică din Piața Mare nr. 2 de la Sibiu - Gimnaziul iezuit / ansamblu Casa Parohială Romano-catolică (Categorie: locuire civilă) (Tip: biserică)          | municipiul Sibiu                           | Piața Mare nr. 2, punct Gimnaziul iezuit                         | sec. XVI-XVIII                                                         |                      |                                                         | Încărcați imagine | Raportați eroare |
| 143469.15.01                               | Situl arheologic de la Sibiu - Sala De Sport / ansamblu Casa cu Lei (Categorie: locuire civilă) (Tip: clădire)                                                                    | municipiul Sibiu                           | Strada Alexandru Odobescu, punct Sala De Sport                   | sec. XVII                                                              |                      |                                                         | Încărcați imagine | Raportați eroare |
| 143469.15.02                               | Situl arheologic de la Sibiu - Sala De Sport / ansamblu Depozit de fier și cereale (Categorie: locuire civilă) (Tip: Depozit)                                                     | municipiul Sibiu                           | Strada Alexandru Odobescu, punct Sala De Sport                   |                                                                        |                      |                                                         | Încărcați imagine | Raportați eroare |
| 143469.15.03                               | Situl arheologic de la Sibiu - Sala De Sport / ansamblu anonim (Categorie: locuire civilă) (Tip: Drum)                                                                            | municipiul Sibiu                           | Strada Alexandru Odobescu, punct Sala De Sport                   | sec. XVIII                                                             |                      |                                                         | Încărcați imagine | Raportați eroare |
| 143469.15.04                               | Situl arheologic de la Sibiu - Sala De Sport / ansamblu anonim (Categorie: locuire civilă) (Tip: gropi de provizii)                                                               | municipiul Sibiu                           | Strada Alexandru Odobescu, punct Sala De Sport                   |                                                                        |                      |                                                         | Încărcați imagine | Raportați eroare |
| 143469.16.01                               | Situl arheologic de la Sibiu - Strada Cetății / ansamblu anonim (Categorie: locuire civilă) (Tip: cuptoare de ars ceramică)                                                       | municipiul Sibiu                           | Strada Cetății                                                   |                                                                        |                      |                                                         | Încărcați imagine | Raportați eroare |
| 143469.16.02                               | Situl arheologic de la Sibiu - Strada Cetății / ansamblu anonim (Categorie: locuire civilă) (Tip: clădire)                                                                        | municipiul Sibiu                           | Strada Cetății                                                   |                                                                        |                      |                                                         | Încărcați imagine | Raportați eroare |
| 143469.18.01                               | Situl arheologic de la Sibiu - Scările Fingerling / ansamblu anonim (Categorie: locuire civilă) (Tip: scări)                                                                      | municipiul Sibiu                           | str. Argintarilor, punct scările Fingerling                      |                                                                        |                      |                                                         | Încărcați imagine | Raportați eroare |
| 143469.18.02                               | Situl arheologic de la Sibiu - Scările Fingerling / ansamblu anonim (Categorie: locuire civilă) (Tip: Clădiri)                                                                    | municipiul Sibiu                           | str. Argintarilor, punct scările Fingerling                      |                                                                        |                      |                                                         | Încărcați imagine | Raportați eroare |
| 143469.18.03                               | Situl arheologic de la Sibiu - Scările Fingerling / ansamblu anonim (Categorie: locuire civilă) (Tip: Drum)                                                                       | municipiul Sibiu                           | str. Argintarilor, punct scările Fingerling                      |                                                                        |                      |                                                         | Încărcați imagine | Raportați eroare |
| 143469.19.01                               | Așezarea medievală de la Sibiu - str. A.D. Xenopol nr. 16 / ansamblu anonim (Categorie: locuire civilă) (Tip: Așezare)                                                            | municipiul Sibiu                           | str. A.D. Xenopol nr. 16, punct str. A.D. Xenopol nr. 16         |                                                                        |                      |                                                         | Încărcați imagine | Raportați eroare |
| 143469.20.01 (Cod LMI: SB-II-m-A-12049.01) | Situl arheologic de la Sibiu - Spitalul de bătrâni / ansamblu Biserica Azilului (Categorie: locuire civilă) (Tip: biserică)                                                       | municipiul Sibiu                           | str. Azilului, nr. 4, punct Spitalul de bătrâni                  |                                                                        |                      |                                                         | Încărcați imagine | Raportați eroare |
| 143469.20.02 (Cod LMI: SB-II-m-A-12049.01) | Situl arheologic de la Sibiu - Spitalul de bătrâni / ansamblu anonim (Categorie: locuire civilă) (Tip: necropola)                                                                 | municipiul Sibiu                           | str. Azilului, nr. 4, punct Spitalul de bătrâni                  |                                                                        |                      |                                                         | Încărcați imagine | Raportați eroare |
| 143469.20.03 (Cod LMI: SB-II-m-A-12049.01) | Situl arheologic de la Sibiu - Spitalul de bătrâni / ansamblu anonim (Categorie: locuire civilă) (Tip: spital)                                                                    | municipiul Sibiu                           | str. Azilului, nr. 4, punct Spitalul de bătrâni                  |                                                                        |                      |                                                         | Încărcați imagine | Raportați eroare |
| 143469.22.01 (Cod LMI: SB-II-m-A-12163)    | Clădirea din str. Ocnei, nr. 22 de la Sibiu / ansamblu anonim (Categorie: locuire civilă) (Tip: clădire)                                                                          | municipiul Sibiu                           | str. Ocnei, nr. 22; 27-39, 31, punct str. Ocnei                  |                                                                        |                      |                                                         | Încărcați imagine | Raportați eroare |
| 143469.26.01                               | Situl arheologic de la Sibiu - str. Vopsitorilor nr. 13 / ansamblu anonim (Categorie: locuire civilă) (Tip: Ansamblu clădiri)                                                     | municipiul Sibiu                           | str. Vopsitorilor nr. 13, punct str. Vopsitorilor nr. 13         | sec.XV-XVIII                                                           |                      |                                                         | Încărcați imagine | Raportați eroare |
| 143469.28.01                               | Clădirea din Strada Turnului nr.7 / ansamblu anonim (Categorie: locuire) (Tip: clădire)                                                                                           | municipiul Sibiu                           | str. Turnului nr.7                                               | sec.XIV-XVIII                                                          |                      |                                                         | Încărcați imagine | Raportați eroare |
| 143469.29.01                               | Teatrul Gong de la Sibiu / ansamblu anonim (Categorie: construcție) (Tip: clădire)                                                                                                | municipiul Sibiu                           |                                                                  |                                                                        |                      |                                                         | Încărcați imagine | Raportați eroare |
| 143469.29.02                               | Teatrul Gong de la Sibiu / ansamblu anonim (Categorie: construcție) (Tip: clădire)                                                                                                | municipiul Sibiu                           |                                                                  |                                                                        |                      |                                                         | Încărcați imagine | Raportați eroare |
| 143469.10.01                               | Cazarma 90 de la Sibiu Piața Unirii / ansamblu anonim (Categorie: fortificație) (Tip: cazarmă)                                                                                    | municipiul Sibiu                           | Piața Unirii-Cazarma 90                                          | 1807                                                                   |                      | 45°47′31″N 24°08′57″E / 45.79194°N 24.14917°E           | Încărcați imagine | Raportați eroare |
| 143469.10.02                               | Cazarma 90 de la Sibiu Piața Unirii / ansamblu Turnul Porții Cisnădiei (Categorie: fortificație) (Tip: turn)                                                                      | municipiul Sibiu                           | Piața Unirii-Cazarma 90                                          | 1453                                                                   |                      | 45°47′31″N 24°08′57″E / 45.79194°N 24.14917°E           | Încărcați imagine | Raportați eroare |
| 145756.01.01                               | Vechea biserică de la Soroștin / ansamblu anonim (Categorie: edificiu de cult) (Tip: Biserică)                                                                                    | sat Soroștin, comuna Șeica Mică            |                                                                  | sec. XIII                                                              |                      |                                                         | Încărcați imagine | Raportați eroare |